# Leelavati-Preis
Der Leelavati-Preis (englisch Leelavati Prize) ist ein Preis der International Mathematical Union für Verdienste um die öffentliche Vermittlung der Mathematik, der zuerst auf dem ICM 2010 in Hyderabad (Indien) verliehen wurde. Er wird von Infosys Technologies gesponsert und ist nach dem Hauptwerk Lilavati von Bhaskara II. benannt. Darin werden arithmetische Probleme in Versform gestellt (gerichtet an Lilavati, vielleicht seine Tochter). Es war eines der wichtigsten Mathematik-Lehrbücher im mittelalterlichen Indien.
Er ist mit 1 Million indischen Rupien dotiert (also rd. 12.000 Euro). Ursprünglich war er nur als einmalige Auszeichnung auf dem ICM in Hyderabad gedacht und von den indischen Organisatoren gespendet, die IMU akzeptierte ihn später aber auch auf ständiger Basis.

## Preisträger
- 2010 Simon Singh
- 2014 Adrián Paenza
- 2018 Ali Nesin
- 2022 Nikolai Nikolajewitsch Andrejew